# أنعم ناصر
 أنعم بن ناصر بن مدهش بن قائد الشرعبي الحميري (1312 هـ – 1387 هـ) أحد مراجع الشافعية، والمدرس في الحرم المكي ، و المدرسة الصولتية ثم مدارس الفلاح .

## مولده و نشأته
ولد عام 1312 هـ في مدينة البرك شمال شرق تعز، ونشأ مع أخيه الوحيد وأخواته الأربع في حجر والده الشيخ ناصر بن مدهش بن قائد الشرعبي شيخ قبائل شرعب الرونة الحميرية.

## طلبه للعلم
رحل في طلب العلم إلى مدينة زبيد وإلى مدينة بيت الفقيه جنوب شرق الحديدة في اليمن، والتي عرفت باسم الفقيه الشهير أحمد بن موسى بن علي بن عمر بن عجيل المتوفى سنة 690 هـ. ثم هاجر الشيخ أنعم ناصر وهو شاب إلى مكة فأخذ عن علمائهما في الشريعة والعربية، مقيماً في الرباط المخصص لطلبة العلم عند باب إبراهيم، حيث كانت له فيه غرفة مطلة على الكعبة مباشرة، ومن زملائه الشيخ محمد العربي التباني والشيخ حسن بن سعيد يماني (1312 – 1391 هـ) والشيخ حسن المشاط (1317-1399هـ).

## شيوخه في مكة المكرمة
تلقى الشيخُ أنعم العلم عن مجموعة مهمة من  علماء مكة في مختلف العلوم الشرعية وكان على رأس العلماء الذين تلقى العلم والمعرفة عنهم رواية ودراية: المعمَّر المحدث الشيخ بهاء الدين الأفغاني المكي (1231- 1365 هـ), فتلقى عنه صحيح البخاري كاملا، متنا وشرحا، في مجالس عديدة بدأت في عام 1330 هـ ثم امتدت ما يربو على عامين هذا وقد زملاؤه في الأخذ عن الشيخ بهاء الدين: عقيل هاشم عزوز، والد الشيخ إسحق، والشيخ حسن مشاط، والشيخ ياسين الفاداني، والشيخ أبو بكر بن أحمد بن حسين الحبشي، والقاضي عبد الحفيظ الفاسي، والشيخ أحمد بن شعيب الأزموري المغربي، والقاضي أحمد بن عبد الله ناضرين المكي، والشيخ أحمد بن الحسين آل جندان باعلوي وغيرهم.
التحق الشيخ أنعم الشيخ بالمدرسة الصولتية بمكة المكرمة (من عام 1331 هـ إلى 1337هـ) رغبة منه في الاستزادة من علوم شتى خاصة علوم العربية وكان الشيخ أنعم زميلاً لحسن المشاط المالكي في الأخذ عن كثير من مشايخه القدامى

## جوانب من شخصيته
كان منشغلا بالعلم، ويتجنب قبول أي وظيفة إدارية حتى لا ينصرف  عن العلم والتعليم، كما أنه كان لا يشارك في مناقشات تتعلق بالسياسة أو الأدب أو الشعر، لكنه حسن الإنصات لما يدور حوله بين المقربين منه الذين توطدت علاقته بهم فترة مزاملتهم له في التدريس أمثال: الشيخ علوي المالكي (1328-1391هـ) ، والشيخ حسن سناري والشيخ محمد نور سيف (ت 1403 هـ) ، والشيخ إسحاق عقيل المكي (ت 1415هـ) ، وقد سبق لبعضهم الأخذ عنه قبل أن يكونوا من الأساتذة المعروفين بمدارس الفلاح .

## أعماله
- كانت للشيخ حلقات خاصة في الحرم المكي يومياً، بين المغرب والعشاء، أيام ازدهار الحلقات العلمية فيه؛ إذ بلغت في بعض الأوقات مئة وعشرين حلقة.[5]

كانت حلقته عند باب زيادة ثم تحولت إلى ناحية باب جياد في الحصوة أمام الكعبة. وكان أكثر ما يُدَرِّسُ الفقهَ الشافعيَّ مبتدئاً مع الطلبة بالمختصرات فالمطولات. ومن الكتب التي كان يحب تدريسها خارج المدرسة : منهاج النووي بشرح الرملي ، وشرح الشرقاوي على نظم متن التحرير.
- برز الشيخ في علم الفرائض وتميز به بين أقرانه فكان يلجأ إليه لتقسيم المواريث بين ورثة الميت المسماة بالمناسخات خاصة الطويلة والمعقدة.[7]
- بعد تخرجه من المدرسة الصولتية عام 1337هـ ، بدأ الشيخ أنعم حياته بالتدريس في المدرسة الصولتية،[7] والتي تعد أقدم مدرسة نظامية عرفت في بلد الله الحرام بل في الجزيرة العربية.
- انضم عام 1345هـ إلى أسرة مدارس الفلاح والتي تعد ذات مكانة بارزة في المنطقة آنذاك.
- أنيط بالشيخ أنعم  تدريس المواد الدينية والعربية في مدارس الفلاح بمكة المكرمة من المحرم عام 1345 هـ وحتى نهاية ذي الحجة عام 1347 هـ . وقد أوكل إليه تدريس مواد اللغة العربية والعلوم الدينية وخاصة الفقه الشافعي والحنبلي والتفسير والحديث.
- عام 1348 هـ قرر مؤسس مدارس الفلاح محمد علي رضا زينل انتقاء نخبة مختارة من متخرجي مدارس الفلاح ليؤلف منهم بعثة تدرس تحت نظره في بمباي بالهند حيث مركز تجارته ومقامه ليشرف على توجيهها.[8] وانتدب لذلك مجموعة من المشايخ كان من بينهم الشيخ أنعم الذي عرفه في مدارس الفلاح بمكة.[9] ومن بين تلاميذ الشيخ أنعم في الهند إسحاق عقيل المكي الذي تخرج عام 1347 هـ وكان من أوائل الذين ابتعثوا إلى الهند لإتمام الدراسة العالية ليعود عام 1352 هـ للفلاح مدرسا فمشرفا فمديرا
- حين عاد من الهند طُلب منه التدريس في مدارس الفلاح بجدة، فعين مدرسا بها في المحرم من سنة 1359هـ أيام إدارة الأستاذ عبد الوهاب نشار[10][11] وبقي مدرسا بها سبعة سنوات؛ يدرس فيها صباحا ، وفي مسجد الإمام الشافعي مساء ، حتى شهر ذي الحجة سنة 1366 هـ.
- في مكة المكرمة عام 1364 هـ أحيل الشيخ سالم شفي عبد الحميد على المعاش إثر مرض ألم به،[12] فعرض على الشيخ أنعم أن يحل مكانه في نيابة القضاء وعضوية المحكمة الشرعية الكبرى بمكة فلم يقبل بذلك وفسّر البعض رفضه ذاك بأنه كان تورعًا. فعرض ذلك المنصب على صديق عمره الشيخ يحيى أمان السندي المكي (المتوفى سنة 1387 هـ) فقبل وترقى حتى صار عضوا في رئاسة القضاء عام 1367هـ ثم قاضيا للطائف عام 1370 هـ وعاد عام 1372 هـ لمكة عضوا ومساعدا لرئيس المحكمة الكبرى بمكة المكرمة.
- عاد سنة 1367هـ لمكة المكرمة مدرساً في مدارس الفلاح بمكة المكرمة بطلب من تلميذه الشيخ إسحاق عقيل المكي الذي كان مديرا عليها، فبقي بها قرابة عشرين عاماً مدرساً للعلوم الدينية والعربية حتى سنة 1386 هـ [13] وفيها أحيل للتقاعد، وقامت المدرسة تقديرا لما بذله الشيخ من خدمة للمدارس بتعويض الشيخ وصرف راتبه كاملا مدى حياته، لكن توفي بعد أقل من سنة من ذلك التاريخ المذكور.

وسئل الشيخ أنعم عن سبب عدم تأليفه للكتب مع توفر الإمكانات والمراجع، فقال: لو أن طلبة العلم اليوم قرؤوا ما بين أيديهم وقاموا بتطبيق ما تعلموه لكفاهم. وهذا كان اتجاها لمجموعة من العلماء كالشيخ البابلي المتوفى سنة 1077 هـ إذ يقول:«التأليف في هذه الأزمان من ضياعة الوقت، فإن الإنسان إذا فهم كلام المتقدمين الآن واشتغل بتفهيمه فذاك من أجل النعم، وأبقى لذكر العلم ونشره».
هذا وقد كان للشيخ شروحات مهمة على المتون التي يدرسها مما يمليه على طلبته في المدرسة وحلقات العلم. كما شارك في اختيار ووضع المناهج التي كانت تدرس لطلبة مدارس الفلاح.

## تلاميذه
بدأ الشيخ أنعم حياته بالتدريس في المدرسة الصولتيه ثم استمر في التدرس قرابة الأربعين عاما في مدارس الفلاح بمكة وجدة تخللتها عشر سنوات للتدريس في بعثة الفلاح بالهند. تخرج على يديه من مدارس الفلاح من المرحلة الثانوية وحدها مئة وخمسة وخمسون طالباً، تبوأ بعضهم مناصب مرموقة لاحقًا.
أما عن أعداد بقية المتخرجين من المرحلة المتوسطة فقد كانوا ستمئة واثنين وتسعين طالباً، ومن الابتدائية كانوا ألفاً وخمسمئة وستة عشر طالباً.
إضافة لتلاميذه العشرين الذين انتدب لتدريسهم في بعثة الهند، وكذلك من تتلمذ على يديه في حلقات المساجد والحرم المكي.
وأفاد الشيخ حسن مشاط بمعرفة الطبقة الأولى من تلامذة الشيخ أنعم إذ قال ما نصه: (أما الشيخ أنعم فكان مجتهدا متنسكا فلذا صار من الأعلام ومن المدرسين قديما في هذه المدرسة (أي الصولتيه) ثم مدارس الفلاح، حتى كان من تلامذته الشيخ علوي المالكي.

## بعض من ذكروا في إثباتهم تلقيهم عنه
- الشيخ عبد الفتاح بن حسين راوه المكي الفرضي (ت 1426هـ) المدرس في المسجد الحرام صاحب المؤلفات والأثبات والأسانيد. ذكر الشيخ أنعم ضمن مشايخه في ثبته المطبوع المصاعد الراوية إلى الأسانيد والكتب والمتون المرضية.[17]
- الشيخ عبدالله بن الطاهر الساسي مدير المدرسة الرحمانية (ت 1391هـ) ذكره ضمن شيوخه فيما كتبه لأحد تلامذته عام 1362 هـ ,[18]
- الشيخ إبراهيم سليمان النوري (ت 1384) ودرس عليه في الحرم المنهاج وشرح نظم التحرير للشرقاوي،[6]

## أبناؤه
أعقب الشيخ أنعم ولداً واحداً هو: الأستاذ محمد أنعم ناصر الذي اكتسب الكثيرَ من والده؛ كالفقه الشافعي فقد تتلمذ على يدي والده في جدة، ثم في مكة المكرمة إلى أن تخرج من مدارس الفلاح عام 1372 هـ ثم ابتعث إلى القاهرة، وبعد عودته عمل مدة في وزارة المالية، ثم انتقل بعدها إلى العمل الحر.

## وفاته
مع تقدم سنه أصابه ضعف شديد نقل على إثره إلى إحدى المستشفيات بجدة، ثم دخل في شبه غيبوبة عدة أيام، إلى أن توفي في الخامس من شهر جمادى الأولى سنة 1387 هـ، نقل الشيخ إلى الحرم المكي وصُلِّيَ عليه في المسجد الحرام ثم ووري جسمانه في المعلاة بأرض مكة المكرمة.